# Ум-мозак проблем
Једно од централних питања бихевиоралне неуронауке је питање односа између ума и мозга, такозвани “ум-мозак проблем” (mind-brain problem или mind-body problem).
Аристотел је својом филозофијом поставио темеље за схватање да је нематеријална психа (ум, душа или дух) одговорна за наше понашање, емоције и менталне процесе. Према овом схватању психа је независна од тела, бесмртна је, и напушта га након смрти.
Декарт је коначно као седиште ума означио мозак и тиме га повезао са телом. Он је назначио да добар део активности тела и мозга попут кретања, дигестије, дисања итд. може бити објашњен механичким и физичким принципима, али да је нематеријални ум одговоран за рационално понашање. Дуалистичко схватање Декарта указивало је на двојну контролу понашања од стране материјалног тела, које контролише једноставније облика понашања попут кретања,  и нематеријалног ума који управља мислима и осећањима.
У данашњем научном свету доминира материјалистичка теорија која целокупно понашање од његових најједноставнијих до најсложенијих облика објашњава активностима која се одвијају у мозгу и нервном и ендокрином систему.